# Брункерт, Ола
Ола Брункерт (швед. Ola Brunkert; 15 сентября 1946 — 16 марта 2008) — шведский барабанщик, известный как сессионный музыкант группы ABBA. Наряду с Рутгером Гуннарссоном считается одним из музыкантов, который играл практически во всех альбомах ABBA.

## Биография
Родился в Эребру, Швеция. Свою карьеру Брункерт начинал, играя в группе Slim’s Blues Gang перед тем, как перейти в Science Poption. Позже он вместе с гитаристом Янне Шаффером основал джаз-роковую группу Opus III и к 1970 году стал одним из самых востребованных сессионных барабанщиков в Стокгольме.
Его лицо не появлялось на обложках альбомов ABBA, на которых были запечатлены Агнета Фельтског, Бьорн Ульвеус, Бенни Андерссон и Анни-Фрид Лингстад, но тем не менее Ола сопровождал их на всех гастролях. Брункерт играл ещё на первом сингле группы, «People Need Love», а также в их песне для Евровидения, «Waterloo», и в дальнейшем во многих записях ABBA 1970-х годов. В буклете альбома 1976 года Arrival ABBA сообщали следующее: «однажды мы дадим вам послушать его пение» (англ. one day we’re gonna let you hear him sing). Последней совместной записью Олы с группой стал сингл 1981 года «One of Us».
Он появился на одной сцене с ABBA на Евровидении 1974 года и в дальнейшем участвовал во время их гастрольных туров по Европе и Австралии 1977 года, по Северной Америке и Европе 1979 года и по Японии 1980 года.
По сообщениям газеты The Times от 18 марта 2008 года, в 1980-е годы Ола приобрёл недвижимость в Арте, на острове Мальорка в Испании, и проживал там вплоть до своей смерти. В том же доме он и умер менее чем год спустя после смерти своей жены Ингер в 2007 году.
Брункерт скончался в результате несчастного случая в возрасте 61 года. Его тело обнаружили с порезами на шее, что вызвало множество версий по поводу его смерти. В действительности Брункерт ударился головой о стеклянную дверь в своей кухне, разбив при этом чашку и поранив шею. Он сумел обернуть раны на своей шее полотенцем и выбежал из дома, чтобы позвать на помощь, но упал в саду.